# Chariton
Chariton è un comune degli Stati Uniti d'America, situato nello Stato dell'Iowa, nella contea di Lucas, della quale è il capoluogo.